# ليتل دونهم (كامبريدجشير)
ليتل دونهم (بالإنجليزية: Little Downham)‏ هي قرية تقع في المملكة المتحدة في إنجلترا.